# Paul D. Marks
Pour les articles homonymes, voir Marks.
Paul D. Marks, né à Los Angeles, est un écrivain américain, auteur de roman policier et de nouvelle.

## Biographie
En 2012, Paul D. Marks publie son premier roman, White Heat, qui se déroule pendant les émeutes de 1992 à Los Angeles. C'est le premier volume d'une série mettant en scène Duke Rogers, détective privé à Los Angeles. Avec ce roman, il est lauréat du prix Shamus 2013.
Auteur de nombreuses nouvelles, il est lauréat avec Windward du prix Macavity 2018 de la meilleure nouvelle. Cette nouvelle est sélectionnée pour les Best American Mystery Stories de 2018, sous la direction de Louise Penny et Otto Penzler.

## Œuvre

### Romans

#### SérieDuke Rogers
- White Heat (2012)
- Broken Windows (2018)

#### Autre roman
- Vortex (2015)

### Nouvelles
- Howling at the Moon Ellery Queen's Mystery Magazine (2014)
- Nature of the Beast (2016)
- Deserted Cities of the Heart (2016)
- Ghosts of Bunker Hill, Ellery Queen's Mystery Magazine (2016)
- Bunker Hill Blues, Ellery Queen's Mystery Magazine (2017)
- Windward (2017)

### Recueil de nouvelles
- L.a. Late @ Night (2014)

### Novellas
- Born Under A Bad Sign (2012)
- Free Fall (2012)
- 51-50 (2012)
- Angels Flight (2013)

### Anthologie
- Coast to Coast: Private Eyes from Sea to Shining Sea (2017)

## Prix et distinctions

### Prix
- Prix Shamus 2013 pour White Heat[1]
- Prix Macavity 2018 de la meilleure nouvelle pour Windward[2]

### Nominations
- Prix Macavity 2015 de la meilleure nouvelle pour Howling at the Moon[1]
- Prix Anthony 2015 de la meilleure nouvelle pour Howling at the Moon[3]
- Prix Macavity 2017 de la meilleure nouvelle pour Ghosts of Bunker Hill[2]
- Prix Anthony 2018 de la meilleure anthologie pour Coast to Coast: Private Eyes from Sea to Shining Sea[3]
- Prix Shamus 2018 de la meilleure nouvelle pour Windward[1]
- Prix Derringer 2018 de la meilleure nouvelle pour Windward[4]